# Педавена
Педавена (італ. Pedavena, вен. Pedavena) — муніципалітет в Італії, у регіоні Венето, провінція Беллуно.
Педавена розташована на відстані близько 470 км на північ від Рима, 75 км на північний захід від Венеції, 29 км на південний захід від Беллуно.
Населення — 4487 осіб (2014).
Щорічний фестиваль відбувається 24 червня. Покровитель — святий Іван Хреститель.

## Демографія
Населення за роками:

Станом на 1 січня 2023 року в муніципалітеті офіційно проживали 262 іноземці з 33 країн, серед них 101 громадянин країн Євросоюзу та 39 громадян України.

## Сусідні муніципалітети
- Фельтре
- Фонцазо
- Соврамонте